# Forêts de l'Arc oriental
Localisation
Les forêts de l'Arc oriental forment une écorégion définie par le fonds mondial pour la Nature (WWF) qui couvre une zone de près de 25 000 km2 en Tanzanie et au Kenya. Elle appartient à l'écozone afrotropicale et au biome des forêts décidues humides tropicales et subtropicales.